# Kleine herculesspanner
De kleine herculesspanner (Cepphis advenaria) is een nachtvlinder uit de familie Geometridae, de spanners. De voorvleugellengte bedraagt tussen de 14 en 17 millimeter. Hij overwintert als pop.

## Waardplanten
De kleine herculesspanner heeft bosbes als waardplant, maar gebruikt ook wel andere kruidachtige planten.

## Voorkomen in Nederland en België
De kleine herculesspanner is in Nederland een algemene en in België een niet zo algemene soort. De vlinder kent één generatie die vliegt van eind april tot halverwege juli.